# Герб Пісочина
Герб Пісо́чина — символ смт Пісочин, Харківський район Харківської області, затверджений рішенням сесії Пісочинської селищної ради.

## Опис герба
Щит перетятий лазуровим і золотим. У першій частині герб Харківської області, у другій із лазурової хвилястої бази б'є лазуровий фонтан, супроводжуваний вгорі срібним дзвоном, по сторонам срібними літерами «16» і «71».